# Полла (матрона)
Полла (96 — після 42 року до н. е.) — давньоримська матрона, політична діячка Римської республіки.

## Життєпис
Походила з родини нобілів. Втім про її батьків немає відомостей. У першому шлюбі була одружена з Луцієм Геллієм Попліколою. Деякий час її чоловіком вважався Геллій, консул 72 року до н. е. Згодом виявилося, що Полла була одружена з його сином. У 75 р. народила від нього сина, згодом консула 36 р. н. е. Вдруге пошлюбила Марка Мессалу Нігера, консула 61 року до н. е. Мала від нього сина й доньку. У середині 50-х років до н. е. Катулл звинувачував Поллу в інцесті з її сином Геллієм, своїм ворогом. У 42 р. до н. е. Полла повідомила Гая Касія про змову, який готував проти нього її син Геллій. При цьому обумовила як нагороду життя останнього. Незабаром після цього вона померла.

## Родина
1. Чоловік — Луцій Геллій Поплікола
Діти:
- Луцій Геллій Поплікола, консул 36 року до н. е.

2. Марк Валерій Мессала Нігер, консул 61 року до н. е.
Діти:
- Валерія
- Марк Валерій Мессала Корвін, консул 31 року до н. е.